# 飯沼賢司
飯沼 賢司（いいぬま けんじ、1953年 - ）は、日本の日本史学者、別府大学元学長。専門は日本古代中世史、環境歴史学、家族史。

## 来歴
長野県南安曇郡豊科町（現安曇野市）出身。早稲田大学文学部日本史専修卒業、1980年同大学大学院文学研究科日本史専攻博士前期課程修了、1985年同大学院文学研究科博士課程中退、早稲田大学文学部助手、1987年大分県立宇佐風土記の丘歴史民俗資料館研究員。1993年、別府大学助教授、1997年同教授。2008年、同大学院文学研究科長。2019年同大学学長に就任。
1996年から環境歴史学を提唱し、ヒトと自然の関係を扱う。

## 著書
- 『環境歴史学とはなにか』（山川出版社 日本史リブレット、2004年）
- 『八幡神とはなにか』（角川選書、2004年）のち角川ソフィア文庫
- 『国東六郷山の信仰と地域社会』同成社、2015年

### 共編著
- 『ヒトと環境と文化遺産 21世紀に何を伝えるか』（網野善彦、後藤宗俊共編 山川出版社、2000年）
- 『熊本歴史叢書 古代 下編 先人の暮らしと世界観』（大田幸博共著 熊本日日新聞社、2003年）
- 『経筒が語る中世の世界』（小田富士雄、平尾良光共編 思文閣出版 別府大学文化財研究所企画シリーズ ヒトとモノと環境が語る、2008年）
- 『大分県の歴史』（豊田寛三、後藤宗俊、末廣利人共著 山川出版社、1997年）
- 『シリーズ日本列島の三万五千年-人と自然の環境史 第2巻 野と原の環境史』（湯本貴和編 佐藤宏之と責任編集 文一総合出版、2011年）
- 『阿蘇下野狩史料集』（編 思文閣出版、2012年）

### 監修
- 『図説宇佐・国東・速見の歴史』（郷土出版社 大分県の歴史シリーズ、2006年）
- 『図説大分・由布の歴史』（郷土出版社 大分県の歴史シリーズ、2007年）

## 参考
- ISBN 978-4-7842-1611-6
- 別府大学